# Dick Rathmann
Statistiques en NASCAR Cup Series
Dernière mise à jour : 26 mars 2017 
Dick Rathmann, né James Rathmann le 6 janvier 1924 à Los Angeles en Californie, et mort le 1er février 2000 à Melbourne en Floride, est un pilote automobile américain  de NASCAR et de Formule 1.

## Carrière
Sa carrière en NASCAR entre 1951 et 1955 est marquée par 13 victoires et une 3e place du championnat Grand National en 1953.